# Ventricularia
Ventricularia é um género botânico pertencente à família das orquídeas (Orchidaceae).